# Иван Денкоглу
Иван Николаевич Денкоглу (рожденото му име е Иван Ненов Денков; 30 ноември 1781 – 16 май (или 13 май) 1861) е български предприемач и меценат през Възраждането.

## Биография
Иван Ненов Денков (заради палатализацията, на места споменаван като Денчов и Денчев), по-известен като Иван Николаевич Денкоглу, е роден е през 1781 г. в бедно селско семейство на Нено и Мария от софийското село Балша. Семейство Дечеви се преселват в София, но опитът им да прехранват там семейството с шиене не успява. Още малък, Иван е принуден да работи като слуга в един хан на тогавашната махала „Капана“ (днес около Съдебната палата). Той е буен и палав и трудно понася господарския постоянен тормоз, който често завършва с бой. Баща му умира, болнавата му майка не може да изхранва себе си и сина си и решава да го прати при техен роднина, който е монах в Търновско. Мария няма имот, но с мъка е спестила 14 турски лири, дава ги на сина си и го праща с търговци, които пътуват за старата столица. Той се отклонява от напътствията й и всъщност се насочва към емиграция в Русия. При посещението си в София през 1858 г. вече богатият и достолепен търговец Денкоглу разказва, че заминал с гурбетчии за Цариград, оттам - за Русия, където се установил в Москва. Факти от биографията му, съдържащи се в архива на Найден Геров, на близкия му приятел и любимец Сава Филаретов и в Московския университет, обаче свидетелстват, че той заминава за Русия с гръцки търговци. Те се установяват в град Нежин, Харковска губерния. По това време градът е привилегирован.Той се намира близо до три граници – на татарския Крим, на Полша и на Русия. Голяма част от неговите 16 хилиляди жители се занимават с търговия и поради местоположението на града печелят твърде добре. Много са и гръцките търговци. Екатерина Велика разширява правата им и при нея те имат дори собствен съд. Няжински гърци могат да пътуват свободно без паспорти из Руската империя и да внасят стоки без мито.

## Предприемачество
В началото предприемчивият младеж започва търговия със стоки от Османската империя – платове, пастърма, сирене в тулум, масло, жито, вълна, аби, шаяци и коприна. Изкачва стъпало по стъпало цялата стълбица на тогавашния бизнес. Най-напред работи за своите господари гърци. Постепенно те му поверяват продажби, а малко по-късно – и търговски сделки. Успява да спечели доверието им с отчитането на парите. Така започва малко по малко да се измъква от дъното и успява да стане съдружник с гърци в някои търговски операции. И едва накрая, когато нещата потръгват, започва да върти самостоятелен бизнес.
Още в Нежин Денкоглу е записан като равноправен член на гръцкото братство, което показва, че сравнително бързо се е издигнал в съсловието на търговците. Факт е, че в Москва през 30-те години на 19 век той пристига като търговец със значителен капитал. Някои го изчисляват на близо 100 хил. златни рубли. Тогава започва банкови операции и нещо, което никой друг българин от онова време не прави – търговия с твърде скъпите и любими на руската аристокрация сибирски кожи. Денкоглу продава в Москва кожи от див самур, от норки, сребриста и полярна лисица, белки, хермелин, сибирски пор и други. По това време най-търсени са кожите от див сибирски самур. Руската аристокрация ги открива още по времето на Петър Първи, по-късно те се превръщат в мода, която и до днес се възкресява през 20 – 25 години. Такава скъпа сибирска кожа Денкоглу подарява на съпругата на Сава Филаретов – Йорданка. Благодарение на този подарък тя е първата жена в София, към която се обръщат с „госпожа“. Мнозина софиянци дори го мислят за нейно собствено име.
През 1859 г. Денкоглу споделя, че вече иска да се откаже от търговията – бил достатъчно забогатял, но не го сторва до края на живота си. Той търгува с Берлин, Лайпциг, Прага, Виена, Будапеща и извършва банкови операции с тамошни банки. Поддържа бизнес връзки с големите български търговци в Одеса Николай и Стефан Тошкови, инициатори на създаването на Българското книжовно дружество (по-късно БАН), както и с Николай и Константин Палаузови.

## Дарителство
Голяма част от състоянието си Денкоглу раздава за благотворителни цели. Още през 1834 г. дарява 15 хил. златни рубли с изричното желание да се основе фонд към Московския университет, от който да се изплаща обучението на един студент. От лихвите и дивидентите на ценните книжа се набира сума от близо 500 рубли на година, които са напълно достатъчни за тази цел. С парите на Денкоглу в Московския университет учи Никола Михайловски, създател на прочутата еленска даскалоливница, която някои с основание смятат за първото висше училище за учители в България, и баща на Стоян Михайловски. Вторият стипендиант на Денкоглу е прототипът на Тургеневия Инсаров от романа „В навечерието“ – свищовецът Николай Катранов. Сава Филаретов, който следва философия в Московския университет, става довереник на търговеца и по негова воля е първият учител в основаното от Денкоглу софийско девическо училище. Последният стипендиант, който учи приживе на големия български дарител, е Константин Геров от Одрин.
Денкоглу дарява 30 хил. златни рубли за построяването на първото девическо училище в София. То е издигнато в двора на църквата Света Неделя. Откриването му става през 1858 г. с тържествен водосвет и реч на учителя Сава Филаретов, в присъствието на софийския управител Хасан Тахсен паша, военните Сюлейман паша и Осман паша и австрийския консул в София Замеро. Сградата е на два етажа, в училището учат около 150 момичета. Някои консервативни софиянци обаче се възпротивяват на школото, защото смятат, че на девойките е достатъчно да могат да предат и шият. Училището изгаря при големия пожар в София по време на освобождението на града през зимата на 1877 – 1878 година.
След откриването на девическото училище Иван Денкоглу влага 10 хил. златни рубли в петербургска банка „за вечни времена за училищата в София“. Към края на живота си той основава фонд за обучение на млади българчета в одеския Ришельовски лицей. За него дарява други 10 хил. златни рубли и увеличава фонда за Московския университет с още 1500 рубли. В завещанието си определя над 5000 рубли за църквите в София. Малко странно звучат две от клаузите: „Да се изпратят по 100 рубли на десет най-бедни девици при омъжването им“ и „Да се изпратят 2000 рубли сребро за откупуване от затвор на затворени за дългове“. След голямото земетресение в София той изпраща 4000 златни рубли, за да се купи брашно и да се раздаде на пострадалите.
С парични средства подкрепя и Априловската гимназия.
Със собствени пари Денкоглу издига в София училище, на което по-късно дарява и голям брой книги. В знак на благодарност за делото на Юрий Венелин към българския народ Денкоглу отпуска средства за поставянето на негов паметник и издаване на съчиненията му. В края на живота си завещава големи суми на софийски училища и църкви.
Умира от инсулт на 16 (или 13 май) 1861 г. г. в Москва, погребан е в Пятницкото гробище.